# Bernhard Wießner
Bernhard Wießner (* 20. Jahrhundert) ist ein deutscher Filmeditor aus Berlin.
Bernhard Wießner wurde zum Fotografen und danach zum Kameramann ausgebildet. Seit Ende der 1990er Jahre betätigt er sich beim Filmschnitt, dabei die ersten Jahre noch als Schnitt-Assistent. Als Editor ist er überwiegend im Bereich der Fernsehfilme und -serien tätig.
Wießner ist Mitglied im Bundesverband Filmschnitt Editor e.V. (BFS).

## Filmografie (Auswahl)
- 2003: Motown
- 2004–2005: Wolffs Revier (Fernsehserie, 8 Folgen)
- 2005: Sex Up – Ich könnt’ schon wieder
- 2005: Crazy Partners
- 2006: Eden
- 2007: 29 und noch Jungfrau
- 2008: Wilsberg: Filmriss
- 2008: Wilsberg: Royal Flush
- 2008: Wilsberg: Das Jubiläum
- 2009: Wilsberg: Der Mann am Fenster
- 2009: SOKO Leipzig (Fernsehserie, 2 Folgen)
- 2009: Ein starkes Team: Geschlechterkrieg
- 2010: Im Spessart sind die Geister los
- 2011: Heiter bis tödlich: Nordisch herb (Fernsehserie, 4 Folgen)
- 2011: Plötzlich fett!
- 2011: Familie macht glücklich
- 2011: Annas Erbe
- 2012: Mann kann, Frau erst recht
- 2012: Manche mögen’s glücklich
- 2012: SOKO Köln (Fernsehserie, 3 Folgen)
- 2014: Trennung auf Italienisch
- 2015: Super-Dad
- 2015: Einfach Rosa: Die Hochzeitsplanerin (Fernsehreihe)
- 2015: Tatort: Borowski und die Kinder von Gaarden
- 2017: Triple Ex (Fernsehserie, 4 Folgen)
- 2017: Schwarzbrot in Thailand
- 2017: Lotta & der Ernst des Lebens
- 2018: Unsere Jungs
- 2018: Ein Sommer auf Mallorca
- 2018: Chaos-Queens: Ehebrecher und andere Unschuldslämmer
- 2021: Sprachlos in Irland
- 2023: Dünentod – Ein Nordsee-Krimi (Fernsehserie, 2 Folgen)